# Tugimaantee 78
De Tugimaantee 78 is een secundaire weg in Estland. De weg loopt van Kuressaare via Kihelkonna naar Veeremäe en is 47,8 kilometer lang. 